# سولانژ رودریگز
سولانژ رودریگز پاپ (گوایاکیل، 1976) استاد اکوادوری و نویسنده داستان کوتاه است.
سولانژ در دانشگاه کاتولیکا د سانتیاگو د گوایاکیل تحصیل کرد و در آنجا مدرک ادبیات گرفت و در کلاس‌هایش با نویسندگانی چون ماریا فرناندا آمپوئرو، لوئیس کارلوس موسو و دیگران آشنا شد. بعداً، او فوق لیسانس ادبیات اسپانیایی زبان را در دانشگاه آندینا سیمون بولیوار گذراند.

## کتاب‌ها

### مجموعه‌های داستان کوتاه
- تینتا سنگره (2000)[۴]
- دراکوفیلیا (2005)[۴]
- El lugar de las apariciones (2007)[۴]
- بالاس پردیداس (2010)[۴]
- La bondad de los extraños (2014)[۴]
- Levitaciones (2017)[۵]
- La primera vez que vi un fantasma (2018)

### انتشارات دیجیتال
- Caja de Magia (2013)
- Episodio Aberrante (2014)[۴]